# Dario dayingensis
Dario dayingensis — субтропічний прісноводний вид риб з родини бадієвих (Badidae).
Його назва походить від річки Даїнцзян (кит.: 大盈江; піньїнь: Dàyíng Jiāng; Вейд-Джайлз: Ta-ying Chiang, англ. Taping River) на заході китайської провінції Юньнань, в басейні якої він водиться.
Даїнцзян — це притока Іраваді, вона протікає поблизу кордону з М'янмою. Dario dayingensis був виявленій в невеличкій притоці Даїнцзян з відносно швидкою течією, шириною близько 2 метрів і глибиною до 30 см. Ця річечка протікає відкритою місцевістю серед сільськогосподарських земель на висоті трохи більше 900 м над рівнем моря. Її дно складається з каміння, піску, опалого листя та мулу. Рибки тримаються біля дна.

## Опис
Маленька рибка. Максимальна стандартна (без хвостового плавця) довжина самців становить 2,2 см, самок — 2,1 см.
Спинний плавець має 15-16 твердих променів і 6-8 м'яких, анальний — 7 м'яких променів. Хребців: 25-27. У бічній лінії 24-25 лусок.
Самці мають однотонне світло-коричневе забарвлення зі слабким сітчастим малюнком, що утворюється за рахунок темної облямівки луски. Добре помітна чорна пляма розташована в передній частині спинного плавця. Перші промені черевних плавців мають густо-чорне забарвлення.
В період нересту тіло та плавці самця стають оранжевими.
Самка забарвлена ще простіше. На зеленкувато-сірому тілі у неї помітні декілька коротких темних смуг. Промені плавців трохи темніші за полотно. Перші промені черевних плавців білясті.
Крім суттєвих відмінностей у забарвленні, самці трохи більші за самок, а плавці у них ширші.
За своїми зовнішніми ознаками вид найближче стоїть до Dario hysginon.

## Утримання в акваріумі
Dario dayingensis рідко зустрічається в акваріумах.
Рекомендується тримати цих риб у невеличкому видовому акваріумі з густою рослинністю, групою, що складається з 1 самця та декількох самок. В період нересту самці виявляють територіальну поведінку й можуть бути агресивними у стосунках між собою. Для інших риб Dario dayingensis, зважаючи на їх розміри, ніякої загрози не становлять. Рибки повільно рухаються, лякливі.
Ідеальними рослинами будуть види Cryptocoryne. Можна також використовувати Microsorum, Anubias або Taxiphyllum. Останній буде особливо корисним, оскільки є ідеальним нерестовим субстратом для нересту цих риб.
Параметри води: температури 20–24 °C, показник pH6,0-7,5, твердість 18–90 ppm.
Годують риб дрібним живим кормом.
Нерест відбувається серед рослин, на території, яку вибрав для себе самець. Мальки виводяться дуже дрібні, стартовим кормом для них можуть бути інфузорії. Батьків після нересту краще прибрати з нерестовища.